# Harutyun Merdinyan
Harutyun Merdinyan est un gymnaste arménien né le 16 août 1984, ayant remporté deux médailles de bronze consécutives au cheval d'arçons lors des Championnats d'Europe de 2011 et 2012 puis une médaille d'argent en 2015.

## Palmarès

### Championnats du monde
- Glasgow 2015
  -  médaille de bronze au cheval d'arçons
- Rotterdam 2010
  - 6e au cheval d'arçons

### Championnats d'Europe
- Lausanne 2008
  - 5e au cheval d'arçons
- Berlin 2011
  -  médaille de bronze au cheval d'arçons
- Montpellier 2012
  -  médaille de bronze au cheval d'arçons
- Montpellier 2015
  -  médaille d'argent au cheval d'arçons
- Berne 2016
  -  médaille d'or au cheval d'arçons
- Cluj-Napoca 2017
  -  médaille de bronze au cheval d'arçons